# 普天青年駅
普天青年駅（ポチョンチョンニョンえき）は朝鮮民主主義人民共和国両江道普天郡に位置する朝鮮民主主義人民共和国鉄道省三池淵線の駅である。かつては佳林駅と呼ばれ、普天線の起点駅でもあった。